# Actieve kool

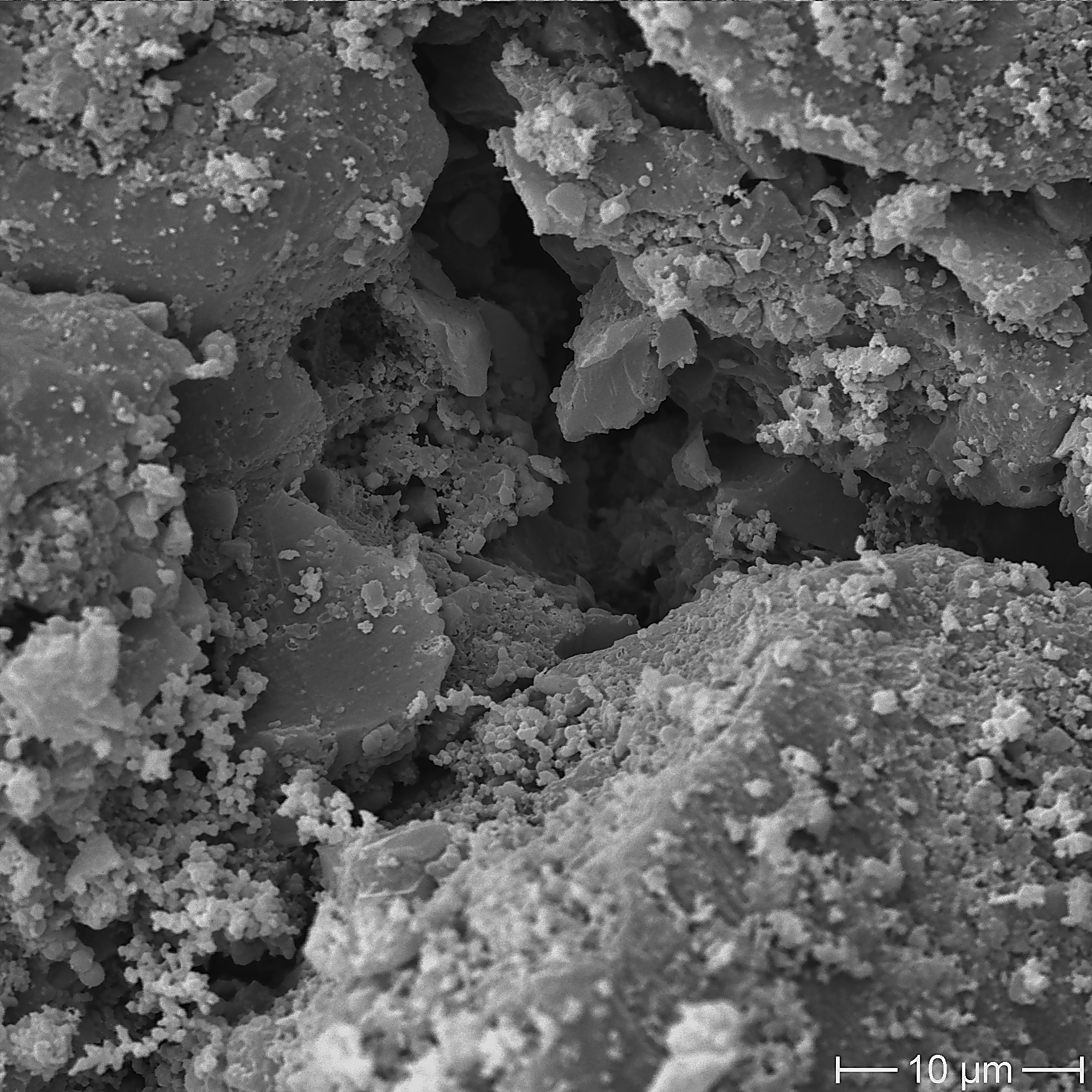
opname onder Rasterelektronenmicroscoop

Actieve kool is een speciaal behandelde koolstof die door adsorptie allerlei stoffen aan zich kan binden. Een belangrijk toepassingsgebied is filteren.

## Bereiding
Actieve kool wordt bereid door via een thermisch proces de gassen en onzuiverheden te verwijderen.
Cokeskool, dus met steenkool als uitgangsproduct, geeft de hoogste kwaliteit van actieve kool, dus met de hoogste adsorptiecapaciteit voor dezelfde hoeveelheid. Het is ook de duurste vorm van actieve kool. Goedkopere uitgangsproducten met minder adsorptievermogen zijn bruinkoolcokes en organisch materiaal zoals turf of kokosnootdoppen.
In Nederland en België wordt actieve kool geproduceerd en gereactiveerd door Norit in Zaandam en Klazienaveen, Desotec in Roeselare en Chemviron Carbon in Feluy. Het productieproces bestaat uit het verkolen en activeren van turf, kokos- en notenschalen, steenkool of andere organische materialen in grote ovens.
Afhankelijk van de toepassing kan men de actieve kool nog met een zuur wassen, vermalen tot poeder, neutraliseren en impregneren.

## Werking
De werking van actieve kool berust op een zeer groot oppervlak door een fijne microstructuur met een groot aantal zeer fijne poriën. Commercieel verkrijgbare actieve-koolsoorten hebben een inwendig oppervlak van 500 tot 2000 m2/g.
De actieve-kooldeeltjes (koolstofatomen) oefenen een aantrekkingskracht uit op gasvormige of vloeibare deeltjes (moleculen), die de actieve kool omgeven of doorstromen. Hoe sterk deze aantrekkingskracht is, wordt door een aantal factoren bepaald, bijvoorbeeld door de vorm en massa van de moleculen die in aanraking komen met de actieve kool. Juist doordat niet alle moleculen even sterk worden aangetrokken en vastgehouden (geadsorbeerd) door actieve kool, is het mogelijk één of meer ongewenste stoffen uit lucht, gas of water te verwijderen.
De grootte en onderlinge verhoudingen van de poriën worden bepaald door de gebruikte grondstof en de activeringsmethode. Als grondstof kunnen in principe alle vezelhoudende materialen worden gebruikt, zoals pindadoppen, rijstschillen, houtsnippers, turf, kokosnoten, vruchtpitten, steenkool en hout. Het gebruik van kokosnoten levert een zeer microporeuze actieve kool op, die in luchtzuivering goed inzetbaar is, vooral in filters met kleine hoeveelheden actieve kool. Hout daarentegen geeft van nature een vooral macroporeuze actieve kool, die geschikt is voor de verwijdering van de grote moleculen uit vloeistoffen.

## Toepassingen

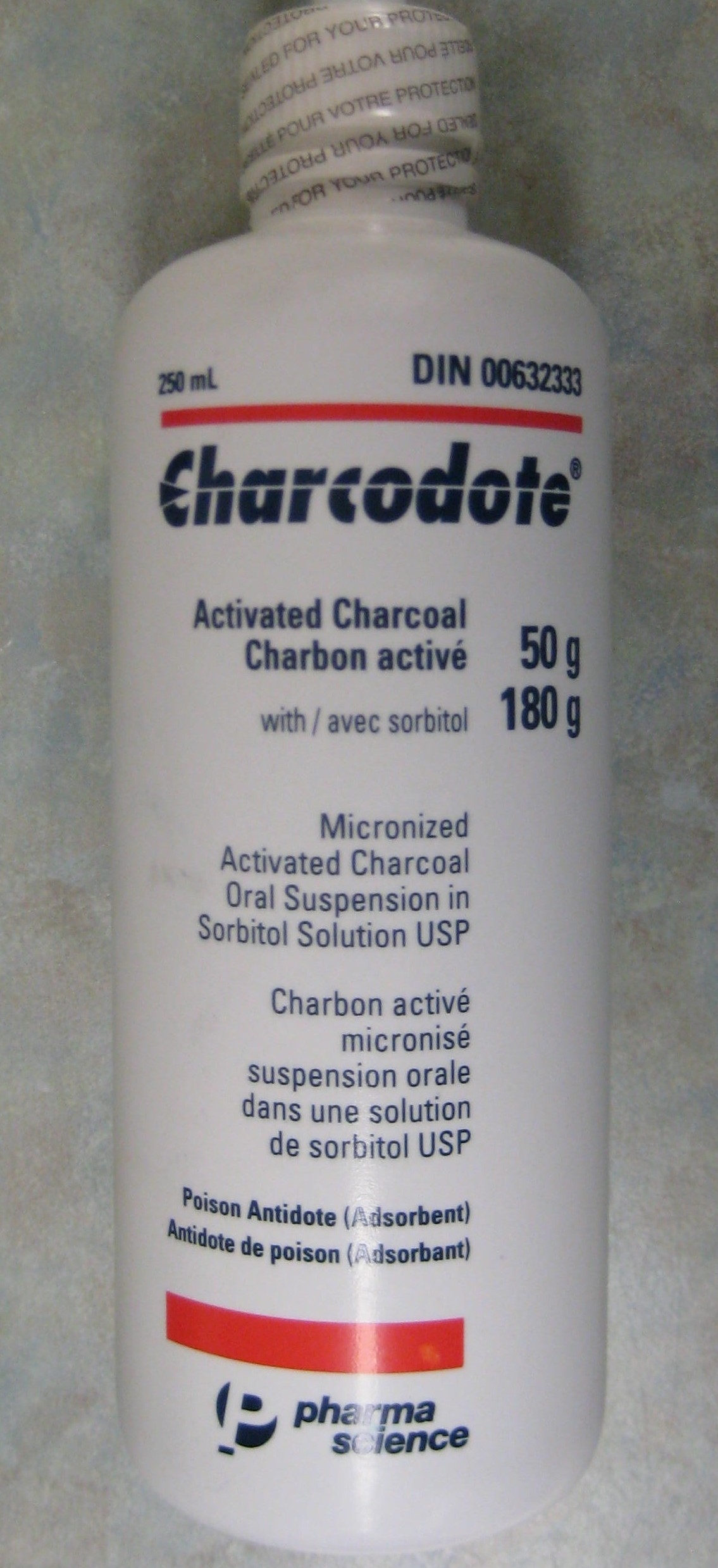
Actieve kool voor medisch gebruik

Actieve kool heeft veel toepassingen in de geneeskunde (adsorptie van giftige stoffen), in de waterzuivering, procesindustrie (adsorptie van dioxines en polychloorbifenylen) en om te ontkleuren (adsorptie van kleurstoffen) en te ontgeuren (adsorptie van geurstoffen).
De grootste toepassing van actief kool qua volume actief kool toegepast vindt men in de drinkwatersector waarbij adsorptie op actief kool meehelpt om veilig drinkwater te produceren door adsorptie van verontreinigende stoffen zoals pesticiden en andere persistente organische stoffen. Omwille van het grote volume toegepast in de drinkwaterzuivering wordt meestal het actief kool gerecycleerd voor gebruik door een thermische reactivatie van het verzadigde actief kool waarna de klant zijn eigen gereactiveerde actief kool terugkrijgt ("klantgerichte reactivatie").
Actieve kool wordt toegepast in allerlei filtratie- en reinigingsprocessen. Ook de Norit-tabletten bestaan uit actieve kool. Doordat men vaak overschakelt van poedervormige actieve kool naar korrelige actieve kool, wordt het mogelijk in een continu proces te werken. Mobiele filters vinden talrijke toepassingen in bodemsaneringen en andere tijdelijke processen. Een innovatieve toepassing is zuivering van afvalwater van tijdelijke evenementen en muziekfestivals zoals het Folkfestival Dranouter, waarbij snelle zuivering is vereist en ruimte beperkt is.
Bij de trein- en giframp in het Belgische Wetteren in mei 2013 werden mobiele actieve koolfilters ingezet voor de zuivering van grondwater en het saneren van de bodem. Door de brand en de lekken in de wagons werd het grondwater in de nabije omgeving van het ongeval door acrylonitril vergiftigd. Het grondwater werd gefilterd en gezuiverd met behulp van granulaire koolstof afkomstig uit kokosnootschalen.
Actieve kool is tevens een van de aangewezen technieken voor de verwijdering van poly- en perfluoralkylstoffen uit zowel grondwater als remediëring alsook voor de bestemming van drinkwater.
Verder wordt actieve kool onder andere toegepast in gasmaskers, sigarettenfilters en de Brita-kan.

### Thermische reactivering

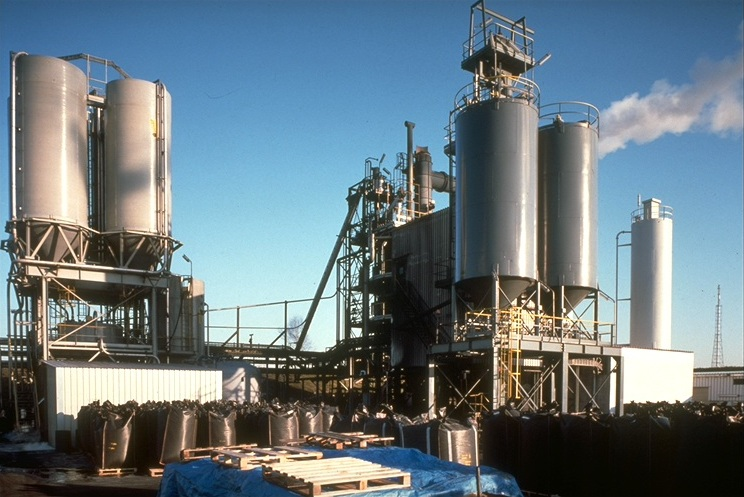
Reactiveringscentrum in Feluy, België.

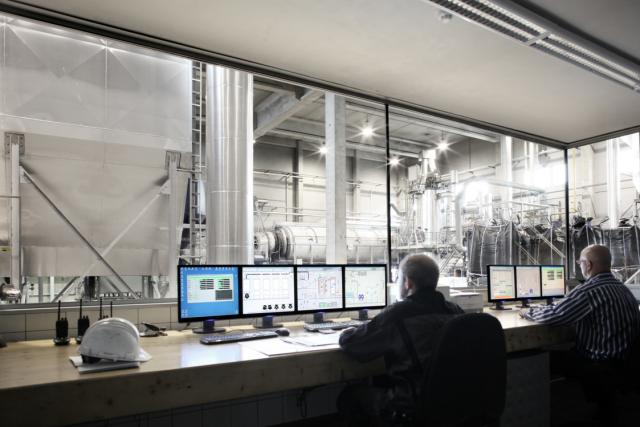
Centrum voor de reactivering van actieve kool in Roeselare, België.

In België zijn er twee reactiveringsfabrieken voor het opwerken van verzadigde actieve kool, in Roeselare en Feluy, alwaar zich het grootste reactivatiecentrum ter wereld bevindt. Verzadigde actieve kool kan gereactiveerd worden door een thermisch proces bij hoge temperatuur (tot 900 °C) in bijvoorbeeld roterende of meervoudige etageovens. Dankzij de modernste en meest doorgedreven rookgasreiniging kan men er verzadigde kool van verschillende toepassingen recycleren.
Het volledige reactiveringsproces omvat de volgende stappen:
1. Drogen van het materiaal tot ± 105 °C
2. Verdamping van de vluchtige geadsorbeerde componenten tot ± 300 °C
3. Het breken van niet-vluchtige geadsorbeerde componenten in kleinere moleculen die in de ovenatmosfeer vernietigd worden met behulp van pyrolyse tot amorfe koolstof op het interne oppervlak tot ± 600 °C
4. Vergassen van de amorfe koolstof met behulp van stoom boven de 800 °C

Door de reactie van de koolstofatomen van de geadsorbeerde stoffen met stoom bij hoge temperatuur tot koolstofmonoxide (CO) en uiteindelijk koolstofdioxide (CO2), ontstaan microporiën die aanleiding geven tot het grote specifieke oppervlak.
{\displaystyle \mathrm {C\ +\ H_{2}O\ \longrightarrow \ H_{2}\ +\ CO} }